# 熊沢川
熊沢川（くまざわがわ）は、秋田県鹿角市を流れる米代川水系米代川支流の河川である。

## 地理
秋田県鹿角市南の八幡平山系に源を発して北へ流れ、鹿角市八幡平（長嶺）地区で米代川に合流する。

## 観光
熊沢川の上流域には十和田八幡平国立公園の八幡平地区がある。
同支流樫内川の上流には、浮島で知られる作沢沼がある。

## 過去の災害
1997年5月11日、熊沢川支流の赤川・澄川流域より大量の土砂が流れ込み土石流が発生し澄川、赤川周辺の温泉街の旅館などに甚大な被害を出した。なお迅速な避難勧告により死傷者はなかった。